# Yuhui Choe

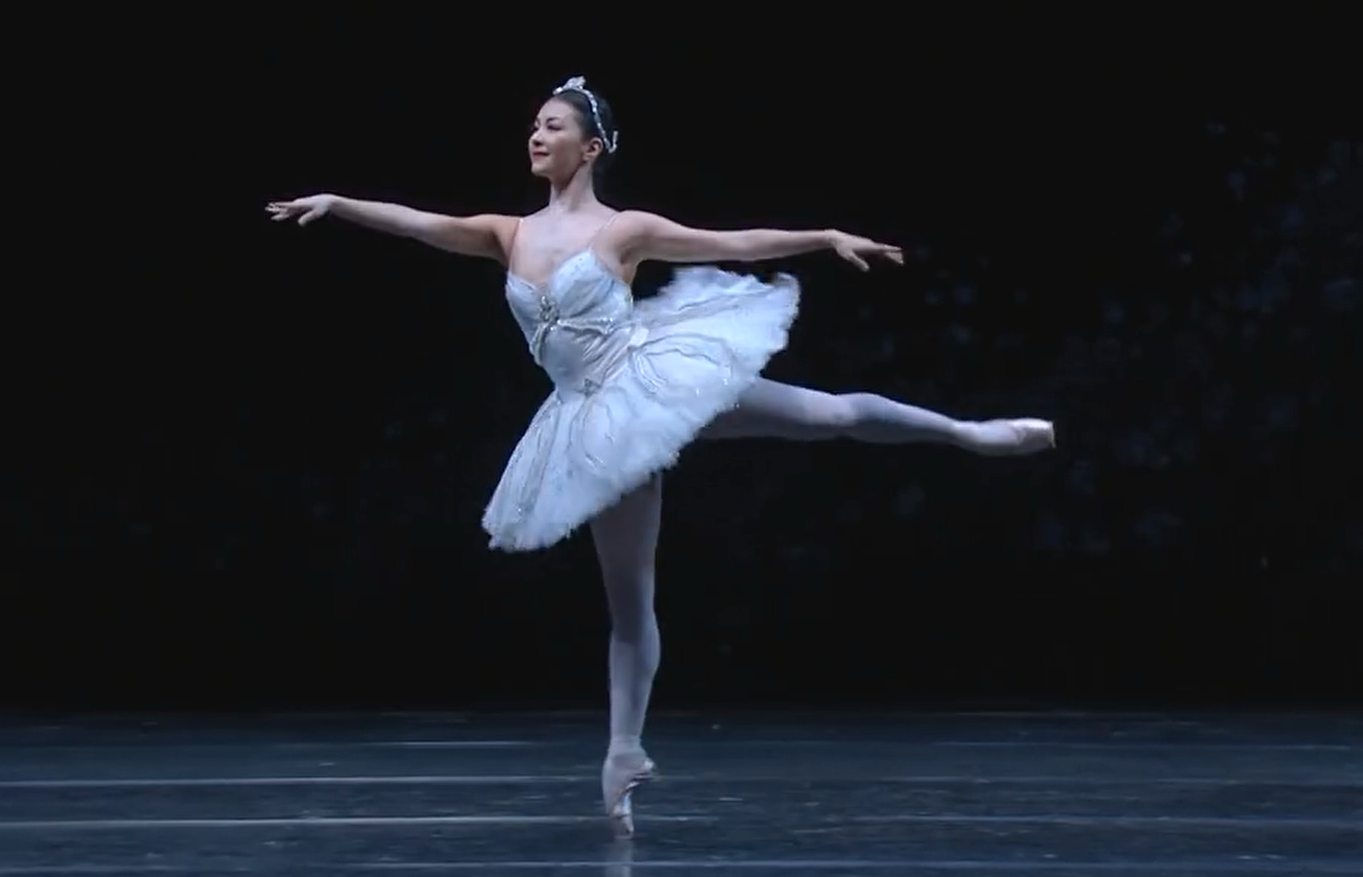
Yuhui Choe in 'La Bayadere' di Natalija Romanovna Makarova

Yuhui Choe (Fukuoka, 1986) è una ballerina sudcoreana, è prima solista del Royal Ballet a Londra.

## Biografia
Choe è nata a Fukuoka, in Giappone. Choe ha iniziato a studiare balletto all'età di cinque anni. All'età di 14 anni, Choe lasciò la sua famiglia e si trasferì a Parigi per allenarsi con Daini Kudo e più tardi Dominique Khalfouni. Ha affermato che uno dei motivi per cui ha scelto Parigi è perché Élisabeth Platel era il suo idolo.
Nel 2002, Choe è entrata a far parte del Royal Ballet come apprendista dopo aver vinto il primo premio e il premio di danza contemporanea al Prix de Lausanne. È diventata un'artista l'anno successivo. Nel 2004, ha ballato il suo primo ruolo da solista, come la principessa Florine in La bella addormentata. È stata nominata First Artist nel 2006 e First Solist nel 2008. Due dei suoi primi ruoli come First Solist sono Nikija in La Bayadère e Sugar Plum Fairy ne Lo sciaccianoci, ed è stata una delle sei donne scelte per creare ruoli in Infra di Wayne McGregor. Ha anche ballato ruoli in The Two Pigeons, Don Chisciotte e Elite Syncopation. Choe lavora spesso anche con Jonathan Watkins.
Nel 2009, The Guardian ha scelto Choe come ballerina nella loro "hotlist" di stelle nascenti da guardare, citando Lauren Cuthbertson, "Non riesco a staccarle gli occhi di dosso. Emana gioia nel senso più puro".
Nel 2014, Choe ha dovuto sostituire l'infortunata Natal'ja Osipova in breve tempo nei panni della Principessa Aurora, il suo debutto nel ruolo principale in La bella addormentata. L'apparizione di Osipova era attesa con impazienza. Il Guardian ha osservato che Choe "è apparso raggiante per nulla turbato dalla sfida" e che "Choe dovrebbe essere promosso a Prima ballerina ora".

## Repertorio
- Cinderella
- Alice - Alice's Adventures in Wonderland
- Princess Aurora - Sleeping Beauty
- Nikiya, Gamzatti & Shades La Bayadère
- Sugar Plum Fairy & Rose Fairy - The Nutcracker
- Lise - La Fille mal gardée
- Young Girl - The Two Pigeons
- Lescaut’s Mistress - Manon
- Polyhymnia Apollo
- Woolf Works
- Scènes de ballet
- Rhapsody
- Symphonic Variations
- Concerto
- ‘Emeralds’ and ‘Rubies’ - Jewels
- Chroma
- Symphony in C
- Song of the Earth
- Within the Golden Hour

### Ruoli creati
- As One
- ‘Diana and Actaeon’ (Metamorphosis: Titian 2012)
- Infra
- Limen
- ‘Fire’ (Homage to The Queen)
- DGV: Danse à grande vitesse
- The Human Edge

## Premi
- 2000 Paris International Dance Competition - silver
- 2002 Prix de Lausanne - first prize and the contemporary dance prize
- 2008 Critics’ Circle National Dance Award - Best Female Artist (Classical)
- 2016 Asian Women of Achievement Awards (Arts and Culture) - nominated

## Vita privata
Choe è sposata con Nehemiah Kish, ex Primo Ballerino del Royal Ballet.